# ماضي الماضي
ماضي حمد الماضي (15 يونيو 1956) كاتب سيناريو ورجل أعمال ومؤلف ومنتج وناشر وشاعر غنائي سعودي، يشغل منصب رئيس مجلس إدارة مجموعة قرناس الإعلامية وألوان للإنتاج الفني. قام بكتابة عدد من الأعمال، ومنها مسلسل مهما طال الزمن عام 2005، وكذلك عمل مشرفًا عامًا على الإنتاج في بعض الأعمال، ومنها السهرة التلفزيونية سماح في عام 1998، والعديد من الأعمال الأخرى في التأليف والإنتاج.

## الأعمال

### المسلسلات
- مسلسل وكان لقاء (1992)
- مسلسل السقوط في الهاوية (1994)
- مسلسل حكايات قصيرة (1991)
- مسلسل عذاريب (1997)
- مسلسل الصراع (2010)
- مسلسل رفاقة درب (1986).

### تأليف
- تمثلية رفاقة درب 1986 (مؤلف)
- مسرحية ولد الديرة 1989 (كلمات الأغاني).
- سهرة تلفزيونية دردبنا 1990 (كلمات الأغاني).
- مسلسل حكايات قصيرة 1991 (مؤلف).
- مسلسل نقطة تحول 1990 (مؤلف)
- مسرحية للسعوديين فقط 1991 (مؤلف).
- سهرة تلفزيونية الأستاذ موهوم 1992 (مؤلف).
- سهرة تلفزيونية الدكاترة سعد 1992 (مؤلف).
- مسلسل وكان لقاء 1992 (مؤلف).
- سهرة تلفزيونية انا وشقيقي 1993(مؤلف).
- سهرة تلفزيونية خمسة في انتداب 1993 (مؤلف).
- سهرة تلفزيونية أبيض وأسود 1993 (مؤلف)
- مسلسل السقوط في الهاوية 1994 (مؤلف).
- مسلسل عفوًا وظيفة هانم 1995(مؤلف).
- مسلسل عذاريب 1997 (مؤلف).
- سهرة تلفزيونية خلف السراب 1998 (مؤلف).
- سهرة تلفزيونية سماح 1998 (قصة وسيناريو وحوار).
- سهرة تليفزيونية شهد 1998 (مؤلف).
- مسلسل الحلم الكبير 2005 (مؤلف).
- مسلسل مهما طال الزمن 2005 (مؤلف).
- مسلسل الصراع 2010 (مؤلف).
- مسلسل الخطاف 2013 (مؤلف).

### أدوار متعددة
- مسلسل Little Women 1987 (إشراف عام
- مسلسل الفدان الأخير 1988 (إشراف عام).
- مسلسل نقطة تحول 1990 (إشراف عام).
- مسرحية للسعودين فقط 1991 (إشراف عام).
- سهرة تلفزيونية ابيض واسود 1992 (إشراف عام).
- سهرة تلفزيونية الدكاترة سعد 1992 (إشراف عام).
- سهرة تلفزيونية أنا وشقيقي 1993 (إشراف عام).
- مسلسل نوادر العرب 1996 (إشراف عام).
- سهرة تلفزيونية خلف السراب 1998 (إشراف عام).
- سهرة تليفزيونية شهد 1998 (إشراف عام).

### إنتاج
- مسلسل المزاد 1993 (منتج فني).
- سهرة تلفزيونية سماح 1998 (الإشراف العام).
- مسلسل الصراع 2010 (مشرف على الإنتاج)

## وصلات خارجية
- الموقع الرسمي
- ماضي الماضي .. يؤسفني ألا يوضع على إنتاجي صنع في السعودية